# Synclerostola pampeana
Synclerostola pampeana là một loài bướm đêm trong họ Noctuidae.